# Mike Frantz
Mike Frantz (ur. 14 października 1986 w Saarbrücken) – niemiecki piłkarz występujący na pozycji pomocnika w niemieckim klubie Hannover 96.

## Kariera
Jest wychowankiem 1. FC Saarbrücken. W 2004 roku trafił do Borussii Neunkirchen. W 2006 roku ponownie został piłkarzem 1. FC Saarbrücken. W 2008 roku odszedł za około 100 tysięcy euro do 1. FC Nürnberg. W rozgrywkach Bundesligi zadebiutował 8 sierpnia 2009 w meczu przeciwko FC Schalke 04 (1:2). W 2014 roku przeszedł do SC Freiburg.